# 도미세촌
도미세촌(富勢村)은 지바현 히가시카쓰시카군에 일찍이 존재했던 촌이다. 현재의 지바현 가시와시 북동부와 아비코시 서부에 해당한다.

## 역사
- 1889년 5월 22일 - 정촌제 시행으로 미나미소마군 도미세촌(富勢村)이 설립되었다.
- 1897년 3월 30일 - 히가시카쓰시카군이 미나미소마군을 편입, 미나미소마군 도미세촌이 되었다.
- 1952년 6월 - 정촌 합병 협의회가 설립되어, 4개 정촌(도미세촌, 아비코정, 고호쿠촌, 후사정)에 대한 검토가 시작되었으나, 각 정촌의 사정으로 급속한 진행이 되지 않았다.
  - 가시와정과의 합병일지, 아비코정과의 합병인지에 대한 양측의 의견이 대립했으나, 협의회 설치 후 아비코정과의 합병으로 의견이 모아졌다.
- 1953년 2월 - 도미세촌에서 아비코정과의 합병에 강한 반대 의견이 나왔다.
- 1953년 12월 - 여론조사 결과 아비코정과이 합병을 희망하는 쪽이 620세대, 가시와정과의 합병을 희망하는 쪽이 454세대로 의견이 엇갈렸다.
- 1954년 3월 - 촌의회에서 분할합병안이 의결되었으나, 사태가 수렴하지 않았다.
- 1954년 6월 - 주민투표가 진행되어, 아비코정과 합병을 희망하는 사람이 1,500명, 가시와정과의 합병을 희망하는 사람이 1,625명이 나와, 이 결과로 가시와정과의 합병이 의결되었지만 혼란이 계속되었다.
- 1954년 11월 1일 - 도카쓰시(편입 면적 10.3 km2, 4,108명) 및 아비코정(편입 면적 5.1 km2, 2,023명)으로 분할합병되고, 도미세촌은 소멸했다.

## 교통

### 국도
- 국도 제6호선